# 武昌羽蛛
武昌羽蛛（学名：Oxyptila wuchangensis）为蟹蛛科羽蛛属的动物。在中国大陆，分布于湖北等地。该物种的模式产地在湖北武昌。